# Belo Polla
Belo Polla (Homonna, 1917. április 12. – Pozsony, 2000. augusztus 16.) szlovák régész, történész, levéltáros.

## Élete
Fazekas családból származott. 1933-1937 végezte középiskolai tanulmányait a nagymihályi gimnáziumban, majd az egyetemet szlovák-történelem szakon Pozsonyban 1937-1942 között végezte.
1942–1944 között a belügyminisztérium levéltárának munkatársa. 1944–1945 között szlovák nyelv és történelemtanár a tanári akadémián Pozsonyban. 1946-ban doktorált, majd 1948-ig a Matica slovenská történelem szakosztályának munkatársa. 1948–1950 között a Mezőgazdasági Levéltár kassai kirendeltségének munkatársa. Katolikus gyökereiből fakadó a kommunista hatalommal való szembenállása miatt 1950–1953 között (kétszeresen is) bebörtönözték, melynek során Nyitrabányán is dolgoztatták. Ezután könyvelőként helyezkedett el. 1953–1957 között a Régészeti Intézet kassai kirendeltsén dolgozott. 1957–1960 között ugyanitt a történelem-régészeti osztály vezetője. 1961–tól 1986-ig, nyugdíjba vonulásáig a pozsonyi Szlovák Nemzeti Múzeum tudományos munkatársa. 1989–2000 között a Matica slovenská történelmi osztályán helyezkedett el.
Szerkesztette a Zborník Slovenského národného múzea - História egyes köteteit.

## Művei
- 1944/1995 Ohlas zrušenia Matice slovenskej na uhorskom sneme
- 1947/1997 PhDr. Štefan Moyses (24. október 1797 – 5. júl 1869)
- 1956/1966 Východoslovenské hrady a kaštiele (tsz.)
- 1959 Historickoarcheologický výskum Bratislavského hradu roku 1958 (tsz.)
- 1960 Pohrebiská zo staršej doby bronzovej na Slovensku (tsz. B. Chropovský, M. Dušek)
- 1960 Bratislavský hrad
- 1961 Nitra
- 1962 Stredoveká zaniknutá osada na Spiši Zalužany
- 1971 Kežmarok. Výsledky historickoarcheologického výskumu
- 1979 Bratislava - Západné suburbium - Výsledky archeologického výskumu. Košice
- 1980 Hrady a kaštiele na východnom Slovensku. Košice. (tsz.)
- 1986 Košice-Krásna nad Hornádom - K stredovekým dejinám Krásnej nad Hornádom. Košice
- 1991 Archeologická topografia Bratislavy (tsz.)
- 1996 Archeológia na Slovensku v minulosti. Martin

## Külső hivatkozások
- books.sk
- snn.sk